# Børkop
Børkop er en stationsby i Sydjylland beliggende mellem Vejle og Fredericia. Byen har 6.314 indbyggere  (2025), ligger i Vejle Kommune og tilhører Region Syddanmark. Byen nævnes første gang i år 1329 som Byrkthorp, hvilket kan oversættes til "birkebjælker" eller "Nybebyggelsen ved birkene".
Børkop befinder sig i et bakket landskab, og i nærheden ligger Skærup og Skærup Å, ikke langt fra Vejle Fjord. Ved åen ligger Børkop Mølle der er en gammel vandmølle opført i bindingsværk med to møllehjul. Den omtales første gang i 1546 men den nuværende bygning er fra 1827 og indeholder et lokalhistorisk museum og en restaurant. Den nu nedlagte Børkop Kommune havde et motiv af møllen på sit byvåben. I Børkop finder man desuden Børkop Højskole, der er en indremissionsk bibelskole oprettet i 1889.

## Historie
Børkop var oprindelig en landsby. I 1682 bestod landsbyen af 17 gårde og 3 huse med jord. Det samlede dyrkede areal udgjorde 419,2 tønder land skyldsat til 68, 82 tønder hartkorn. I tilknytning til landsbyen lå Børkop mølle med 4,6 tønder land skyldsat til 1,31 tønder hartkorn. Dyrkningsformen var uregelmæssigt tovangsbrug.
1868 fik Børkop sin egen jernbanestation, som 1902 blev den udvidet til den store bygning, der stadig ligger i Jernbanegade.
I 1879 beskrives byen således: "Børkop med Jernbanestation".
Omkring århundredeskiftet blev byen omtalt således: "Børkop (1329: Byrktorp), stor Landsby — 1/2 1901: 103 Huse og 688 Indb. —, med Indre Missions Højskole (oprettet 1889), to Lægeboliger, Sparekasse (oprettet 1889; 31/3 1900 var Sparernes Tilgodehavende 49,296 Kr., Rentef. 4 pCt., Reservef. 1295 Kr., Antal af Konti 408), Andelsmejeri, Dampsavværk, Cyklefabrik, Vognfabrik, Landbohjem, m. m., Kro med Købmandshdl., Jærnbane- og Telegrafst. samt Postekspedition".
Børkop stationsby havde 573 indbyggere i 1906, 646 indbyggere i 1911 og 655 indbyggere i 1916.
Stationsbyen fortsatte sin udvikling i mellemkrigstiden: 670 indbyggere i 1921, 712 i 1925, 745 i 1930, 669 i 1935 og 643 indbyggere i 1940. I 1930, da byen havde 745 indbyggere, var næringsfordelingen følgende: 82 levede af landbrug, 232 af håndværk og industri, 84 af handel og omsætning, 80 af transport, 133 af immateriel virksomhed, 67 ved husgerning, 59 var uden af erhverv og 8 havde ikke oplyst næringsgrundlag.
Stationsbyen fortsatte sin udvikling efter 2. verdenskrig: 747 indbyggere i 1945, 861 i 1950, 910 i 1955, 1.051 i 1960 og 1.126 indbyggere i 1965.
Den 1. okt. 1973 blev stationen til et ubetjent trinbræt, og postvæsenet overtog stationsbygningen.
Efter kommunalreformen 2007 har der været høj vækst i området, og der er blevet udstykket over 1000 nye parcelhusgrunde.[kilde mangler]
I perioden 2004–2022 er befolkningstallet vokset med 45 %.

### Befolkningsudvikling
|                             | 1986  | 1990  | 1996  | 2000  | 2004  | 2010  | 2015  | 2020   |
| Indbyggertal                | 2.365 | 2.491 | 2.666 | 3.051 | 3.413 | 4.467 | 5.152 | 5.799  |
| Vækst (gens. i pct. pr. år) | —     | 1,3   | 1,2   | 3,6   | 3,0   | 5,2   | 3,1   | 2,5    |
| Areal                       |       |       |       |       |       |       |       | 370 ha |

## Galleri
- Udsigt fra den nye gangbro over baneterrænet
- Søndergade set fra Amaliegade
- Børkop Mølle
- Gauerslund Kirke, der fungerer som byens kirke.
- Børkop Station
- Børkop Højskoles facade mod Ågade
- Børkop Missionshus, Arken